# 日立市立坂本小学校
日立市立坂本小学校（ひたちしりつさかもとしょうがっこう）は、茨城県日立市南高野町3-21-1にあった日立市立小学校。

## 沿革

### 年表
- 1872年 - 大和田南区1490番地に大和田小学校が誕生[4]。
- 1889年7月14日 - 坂本村大和田に坂本尋常小学校が創立される[4]。
- 1941年4月1日 - 久慈郡坂本村立坂本国民学校に改称[4][5]。
- 1947年4月1日 - 久慈郡坂本村立坂本小学校に改称[4][5]。
- 1953年7月1日 - 校章制定[4][5]。
- 1954年 - 校歌制定[5]。
- 1955年2月15日 - 坂本村と日立市が合併。日立市立坂本小学校に改称[4][5]。
- 1966年10月1日 - 現在地に移転[4]。
- 2006 - 2007年度 - 坂本小学校校舎改築事業[6]。
- 2008年3月4日 - 新校舎が完成[7]。
- 2016年度 - 授業力ブラッシュアップ研究重点校（算数）に指定[8]。
- 2018年度 - 小学校外国語教育指導法研究推進校に指定[9]。
- 2020年度 - 小学校英語教育支援事業（実践マネジメント校）に指定[10]。
- 2022年6月14日 - 東小沢小学校・坂本小学校統合準備委員会が設置される[11]。
- 2024年
  - 3月21日 - 閉校式が挙行[12]。
  - 3月31日 - 閉校[13]。
  - 4月1日 - 東小沢小学校と統合。新校名は日立市立坂本東小学校、新校の位置は坂本小学校の位置[11][13]。

## 教育方針
（出典：）
教育目標
自ら学び 心豊かに たくましく生きる〜かしこく やさしく たくましく〜
重点目標
心の教育を基盤とした「学校づくり」の実現
- 分かる授業づくり
- 安心できる居場所づくり
- 心身ともに健康なからだづくり

## 通学区域
（出典：）
- 日立市石名坂町
  - 旧地番
  - 1丁目1番（5・30号以降除く）、2から53番
  - 2丁目
- 日立市大和田町
  - 旧地番（前田中内以外）
  - 1丁目
- 日立市久慈町
  - 5丁目（44番1から5号・49から51番以外）
  - 6丁目29番（4から8号）・36・37番
  - 7丁目1番1・6から8号、5番3から5号
- 日立市南高野町
  - 1丁目
  - 2丁目1から9番（3から8号）、10から23番
  - 3丁目1から4番（13号）、5から22番
- 日立市茂宮町

## 進学先中学校
- 日立市立坂本中学校
- 日立市立久慈中学校

## 学区内の主な施設
- 日立市役所南部支所
- 南高野学校給食共同調理場